# Renovación Nacional (Perú)
Renovación Nacional (RN) fue un partido político peruano fundado en 1992 por Rafael Rey. Fue disuelto en 2012.

## Historia
El partido fue fundado en 1992 por Rafael Rey, quien hasta ese entonces había sido Congresista representante del Frente Democrático, siendo inscrito oficialmente el 21 de junio de 2005. Se caracterizaba por contar relación con sectores eclesiásticos.

### Elecciones constituyentes de 1992
Para las elecciones constituyentes de 1992, el partido obtuvo 440 314 de los votos preferenciales y obtuvo 6 escaños en el Congreso Constituyente Democrático:[cita requerida]
- Rafael Rey
- Enrique Chirinos Soto
- Francisco Tudela
- Gonzalo Ortiz de Zevallos
- Juan Carpio Muñoz
- Juan Carrión Ruiz

### Elecciones generales de 1995
Para las elecciones generales de 1995, Renovación Nacional obtuvo 3 escaños en el Congreso:
- Rafael Rey
- Enrique Chirinos Soto
- Arturo Salazar Larraín

Durante este periodo parlamentario, la bancada de Renovación Nacional hizo alianza con la del Partido Popular Cristiano.[cita requerida]

### Elecciones generales de 2000
Para las elecciones generales del 2000, Renovación de Rafael Rey hizo alianza con Convergencia Democrática de José Barba Caballero para lanzar como candidato presidencial al exalcalde de Huancavelica Federico Salas. La alianza fue denominada Agrupación Independiente Avancemos y la plancha presidencial estuvo conformada por Federico Salas a la Presidencia de la República, Rafael Rey a la primera Vicepresidencia y Guillermo Castañeda Mungi a la 2.ª Vicepresidencia de la República mientras que José Barba Caballero fue candidato al Congreso. Sin embargo, tras el fraude electoral, la alianza quedó en séptimo lugar de las preferencias.[cita requerida]
En dichas elecciones, la alianza también presentó candidatos al Congreso de la República y solo 3 fueron elegidos:
- Rafael Rey
- Humberto Martínez Morosini
- José Elías Ávalos

En este periodo parlamentario, el entonces congresista José Elías Ávalos se pasó a las filas del fujimorismo y Federico Salas fue nombrado Presidente del Consejo de Ministros por el entonces Presidente Alberto Fujimori.
Luego de la caída del régimen fujimorista en noviembre del mismo año, el periodo parlamentario de los congresistas fue reducido hasta 2001, donde se convocó a nuevas elecciones presidenciales y Federico Salas renunció al Premierato.[cita requerida]

### Elecciones generales de 2001
Para las elecciones generales del 2001, Renovación Nacional fue parte de la Alianza Electoral Unidad Nacional conformada por Lourdes Flores, quien era la candidata presidencial. En dichas elecciones, solo Rafael Rey de Renovación fue reelegido Congresista para el periodo parlamentario 2001-2006. Hasta 2006 el partido fue parte de la Alianza Electoral Unidad Nacional.

## Resultados electorales

### Elecciones presidenciales
|  | 2.23 % |

|  | 24.30 % |

|  | 23.81 % |

### Elecciones parlamentarias
|  | 2.98 % |

|  | 3.09 % |

|  | 13.84 % |

|  | 15.33 % |

### Elecciones al Parlamento Andino
| Año  | Votos     | %                | Escaños | Posición | Notas                                |
| ---- | --------- | ---------------- | ------- | -------- | ------------------------------------ |
| 2006 | 1 812 385 | \| \| 21.24 % \| | 1/5     | 3.º      | Parte de la Alianza Unidad Nacional. |
|      | 21.24 %   |                  |         |          |                                      |

### Elecciones municipales y regionales
| Año  | Gobiernos Regionales | Alcaldías Provinciales | Alcaldías Distritales |
| Año  | Representantes       | Representantes         | Representantes        |
| ---- | -------------------- | ---------------------- | --------------------- |
| 2002 | 0/25                 | 13/196                 | 134/1867              |
| 2006 | 0/25                 | 0/196                  | 1/1867                |

## Disolución
El 30 de julio de 2012, el partido fue disuelto luego que no participara en las elecciones generales de 2011, ya que Rafael Rey anunció que postularía invitado por Fuerza 2011 como candidato a la primera Vicepresidencia en la plancha presidencial de Keiko Fujimori.